# Harald Reinl
Harald Reinl (n. 8 iulie 1908, Bad Ischl, Austro-Ungaria – d. 9 octombrie 1986, Puerto de la Cruz⁠(d), Provincia Santa Cruz de Tenerife, Spania) a fost un regizor austriac (care a regizat peste 60 de filme) scenarist și editor.

## Filmografie
- 1930: Stürme über dem Mont Blanc
- 1931: Der weiße Rausch
- 1938: Wildwasser (Kurzfilm, Co-Regie)
- 1939: Oster-Skitour in Tirol (Film de scurt metraj, co-regizor)
- 1939–1944: Tiefland (Regizor-asistent)
- 1946: Wintermelodie (Regizor-asistent)
- 1948: Funk und Sport (Film de scurt metraj)
- 1948: Zehn Jahre später (Film de scurt metraj)
- 1949: Bergkristall
- 1950: Gesetz ohne Gnade
- 1951: Nacht am Mont-Blanc
- 1952: Hinter Klostermauern
- 1952: Der Herrgottschnitzer von Ammergau
- 1953: Der Klosterjäger
- 1954: Rosen-Resli
- 1954: Der schweigende Engel
- 1955: Solange du lebst
- 1956: Ein Herz schlägt für Erika
- 1956: Die Fischerin vom Bodensee
- 1956: Johannisnacht
- 1957: Die Prinzessin von St. Wolfgang
- 1957: Die Zwillinge vom Zillertal
- 1957: Almenrausch und Edelweiß
- 1958: Die grünen Teufel von Monte Cassino
- 1958: U 47 - Kapitänleutnant Prien
- 1958: Romarei, das Mädchen mit den grünen Augen
- 1959: Der Frosch mit der Maske
- 1959: Paradies der Matrosen
- 1960: Die Bande des Schreckens
- 1960: Wir wollen niemals auseinandergehen
- 1961 Întoarcerea doctorului Mabuse (Im Stahlnetz des Dr. Mabuse)
- 1961 Der Fälscher von London
- 1962 În ghearele invizibile ale doctorului Mabuse (Die unsichtbaren Krallen des Dr. Mabuse)
- 1962 Der Teppich des Grauens
- 1962 Comoara din Lacul de Argint (Der Schatz im Silbersee)
- 1963 Die weiße Spinne
- 1963 Der Würger von Schloss Blackmoor
- 1963 Winnetou 1 (Winnetou 1. Teil)
- 1964 Zimmer 13
- 1964 Winnetou 2 (Winnetou 2. Teil)
- 1965 Ultimul Mohican
- 1965 Winnetou 3 (Winnetou 3. Teil)
- 1965 Der unheimliche Mönch
- 1966: Die Nibelungen, Partea 1: Siegfried
- 1967: Die Nibelungen, Partea 2: Kriemhilds Rache
- 1967: Die Schlangengrube und das Pendel
- 1968 Dynamit in grüner Seide (Jerry Cotton Fall Nr. 6)
- 1968 Der Tod im roten Jaguar (Jerry Cotton Fall Nr. 7)
- 1968 Winnetou în Valea Morții (Winnetou und Shatterhand im Tal der Toten)
- 1969: Todesschüsse am Broadway (Jerry Cotton Fall Nr. 8)
- 1969: Dr. med. Fabian – Lachen ist die beste Medizin
- 1969: Pepe, der Paukerschreck (Die Lümmel von der ersten Bank partea a III-a)
- 1970: Erinnerungen an die Zukunft
- 1970: Wir hau’n die Pauker in die Pfanne (Die Lümmel von der ersten Bank partea a V-a)
- 1971: Wer zuletzt lacht, lacht am besten
- 1971: Kommissar X jagt die roten Tiger
- 1971: Verliebte Ferien in Tirol
- 1972: Sie liebten sich einen Sommer
- 1972: Der Schrei der schwarzen Wölfe
- 1972: Grün ist die Heide
- 1973: Die blutigen Geier von Alaska
- 1973: Schloß Hubertus
- 1974: Ein toter Taucher nimmt kein Gold
- 1974: Der Jäger von Fall
- 1976: Botschaft der Götter
- 1977: ...und die Bibel hat doch recht
- 1978: Götz von Berlichingen mit der eisernen Hand (regizor secund)
- 1981: Sieben Weltwunder der Technik, Folge 1 bis 7 (TV)
- 1982: Im Dschungel ist der Teufel los
- 1986: Sri Lanka - Leuchtendes Land (producător)

## Legături externe
- Materiale media legate de Harald Reinl la Wikimedia Commons
- Harald Reinl la Internet Movie Database